# Behemoth

Behemoth e il Leviatano, incisione di William Blake.

Il Behemoth (AFI: /beˈɛmot/), italianizzato in Beemot (/beeˈmɔt/), è una creatura leggendaria biblica, menzionata in Giobbe 40,15-24.

In ebraico la parola è scritta בהמות (trascritta bəhēmôth, behemot o b'hemot); mentre in arabo il suo nome è بهيموث (bahīmūth) o بهموت (bahamūt).

## Descrizione
La parola è probabilmente la forma plurale dell'ebraico בהמה (bəhēmāh - animale). Potrebbe quindi costituire un esempio di pluralis excellentiae, un'usanza ebraica di esprimere la grandezza di qualcosa pluralizzandone il nome. Indicherebbe, dunque, che il Behemoth si distingue dagli altri animali per potenza e forza.
Assieme al leviatano e allo ziz, è descritta come la creatura più straordinaria della Terra, imbattibile per tutti tranne che per il suo creatore («Egli è la prima delle opere di Dio; solo il suo Creatore lo minaccia di spada» Giobbe 40,15-24). In alcune versioni della Bibbia (per esempio Nuova Riveduta e C.E.I.) la parola behemoth viene sostituita con il nome ippopotamo. Viene menzionato anche dallo storico Erodoto. Metaforicamente, il nome è usato per riferirsi a un'entità mitologica grande e possente, spesso identificata con un diavolo. Nel Dizionario infernale redatto da Collin de Plancy, Biemot viene citato, dalla letteratura antecedente, come un edonistico demone gran mescitore, cioè dedito alla mescita di verità con menzogna, ma anche la mescita degli eccessi dei piaceri del ventre (lussuria e ingordigia), tanto che viene appunto raffigurato come un elefante, un ippopotamo, un rinoceronte, un bufalo d'acqua o comunque una bestia ben pasciuta.

## Libro di Giobbe
Così Dio, nella teofania al termine del Libro di Giobbe, descrive la bestia:
| versetto | originale ebraico                             | nuova Diodati (lingua italiana) | volgata (latino)                                                                                |
| -------- | --------------------------------------------- | --- | ----------------------------------------------------------------------------------------------- |
| 15       | .הִנֵּה-נָא בְהֵמוֹת, אֲשֶׁר-עָשִׂיתִי עִמָּךְ; חָצִיר, כַּבָּקָר יֹאכֵל | Guarda behemoth che ho fatto al pari di te; esso mangia l'erba come il bue.                                                        | Ecce, Behemoth, quem feci tecum, foenum quasi bos comedet:                                      |
| 16       | .הִנֵּה-נָא כֹחוֹ בְמָתְנָיו; וְאוֹנוֹ, בִּשְׁרִירֵי בִטְנוֹ        | Ecco, la sua forza è nei suoi fianchi e la sua potenza nei muscoli del suo ventre.                                                 | Fortitudo eius in lumbis eius, et virtus illius in umbilico ventris eius.                       |
| 17       | .יַחְפֹּץ זְנָבוֹ כְמוֹ-אָרֶז; גִּידֵי פַחֲדָו יְשֹׂרָגוּ           | Fa oscillare la sua coda come un cedro; i nervi delle sue cosce sono saldamente intrecciati.                                       | Stringit caudam suam quasi cedrum, nervi testiculorum eius perplexi sunt.                       |
| 18       | .עֲצָמָיו, אֲפִיקֵי נְחֻשָׁה; גְּרָמָיו, כִּמְטִיל בַּרְזֶל         | Le sue ossa sono come tubi di bronzo; la sua cartilagine come lastre di ferro.                                                     | Ossa eius velut fistulae aeris, cartilago illius quasi laminae ferreae.                         |
| 19       | .הוּא, רֵאשִׁית דַּרְכֵי-אֵל; הָעֹשׂוֹ, יַגֵּשׁ חַרְבּוֹ           | Esso è la prima delle opere di Dio; solo colui che lo fece può avvicinarsi a lui con la sua spada.                                 | Ipse est principium viarum Dei, qui fecit eum, applicabit gladium eius.                         |
| 20       | .כִּי-בוּל, הָרִים יִשְׂאוּ-לוֹ; וְכָל-חַיַּת הַשָּׂדֶה, יְשַׂחֲקוּ-שָׁם | Benché i monti producano cibo per lui, e là tutte le bestie dei campi si divertano,                                                | Huic montes herbas ferunt: omnes bestiae agri ludent ibi.                                       |
| 21       | .תַּחַת-צֶאֱלִים יִשְׁכָּב-- בְּסֵתֶר קָנֶה וּבִצָּה               | si sdraia sotto le piante di loto, in luoghi nascosti dei canneti e delle paludi.                                                  | Sub umbra dormit in secreto calami, et in locis humentibus.                                     |
| 22       | .יְסֻכֻּהוּ צֶאֱלִים צִלְלוֹ; יְסֻבּוּהוּ, עַרְבֵי-נָחַל           | Le piante di loto lo coprono con la loro ombra, i salici del torrente lo circondano.                                               | Protegunt umbrae umbram eius, circumdabunt eum salices torrentis.                               |
| 23       | הֵן יַעֲשֹׁק נָהָר, לֹא יַחְפּוֹז; יִבְטַח, כִּי-יָגִיחַ יַרְדֵּן     | Il fiume può straripare, ma egli non ha paura; è sicuro di sé, anche se il Giordano dovesse avventarsi contro la sua stessa bocca. | Ecce, absorbebit fluvium, et non mirabitur: et habet fiduciam quod influat Iordanis in os eius. |
| 24       | .בְּעֵינָיו יִקָּחֶנּוּ; בְּמוֹקְשִׁים, יִנְקָב-אָף               | Chi mai potrà prenderlo per gli occhi o forargli le narici con uncini?                                                             | In oculis eius quasi hamo capiet eum, et in sudibus perforabit nares eius.                      |

## Apocalisse siriaca di Baruc

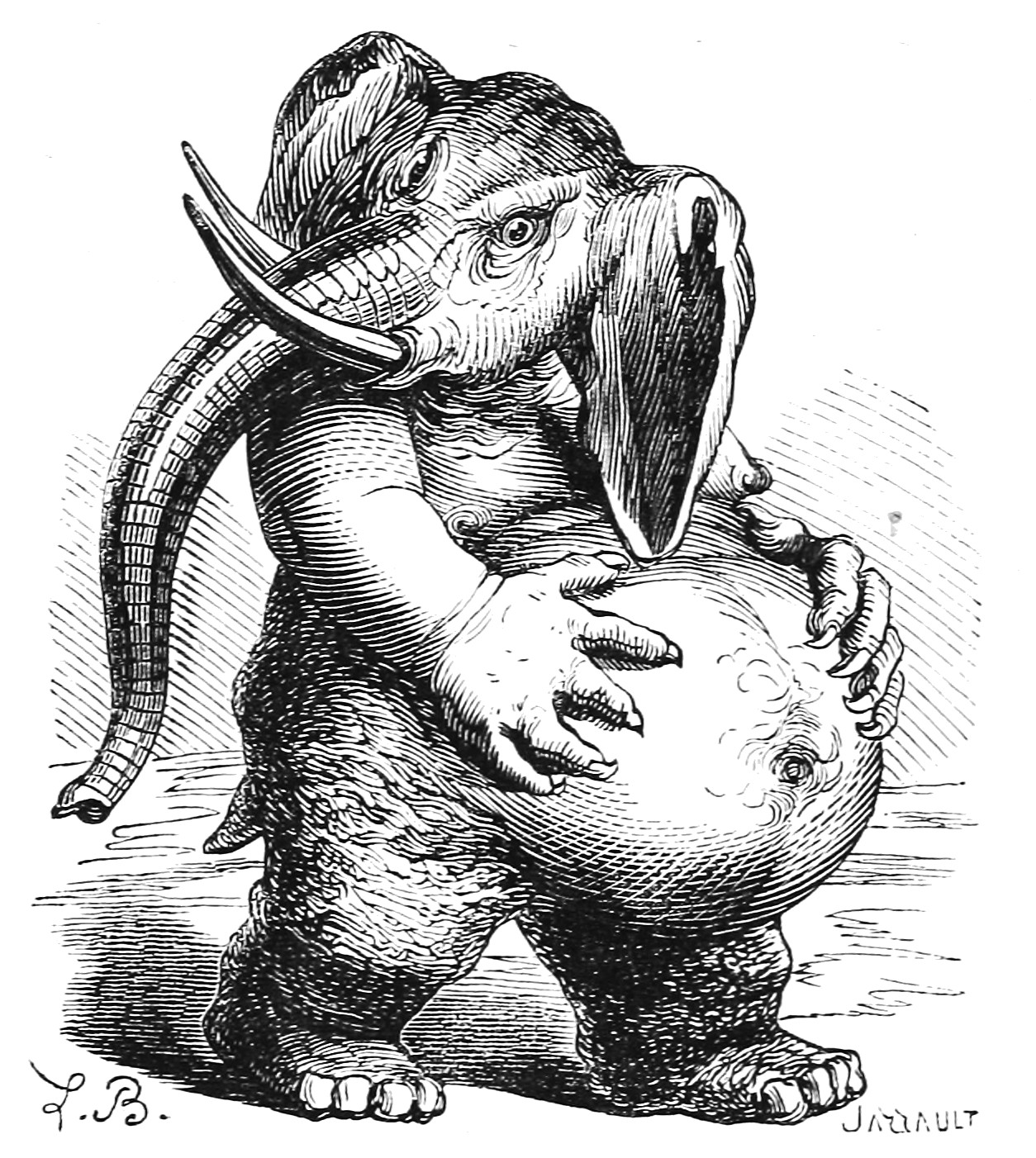
Il Behemoth nel Dizionario infernale

Il behemoth è anche citato al capitolo XXIX dell'Apocalisse siriaca di Baruc, testo apocrifo dell'Antico Testamento del I secolo d.C., dove si profetizza che alla fine del mondo, durante il banchetto finale, i giusti si ciberanno delle carni del leviatano e del behemot, custoditi allo scopo fino a quel giorno.

## Identificazione
Il behemoth non è un animale realmente esistente o esistito, ma solo il simbolo della supremazia di Dio su tutte le creature viventi; tuttavia, come nel caso del leviatano, a partire dal XVII secolo molti biblisti hanno tentato d'identificare il behemoth con un animale reale. Molto frequentemente è stato visto come un elefante, un bufalo d'acqua, un rinoceronte o un ippopotamo, ma tutte queste teorie sono andate a scontrarsi col versetto numero diciassette, in cui viene descritta la coda del behemoth "muoversi come un cedro": nessuno degli animali sopra citati possiede una coda simile a tale albero. Il biologo nel 2006 suggerì che la somiglianza tra la coda dell'animale e un cedro andrebbe riscontrata non nel tronco, ma nei rami simili a un pennello: questo risponderebbe pienamente alla descrizione della coda di un elefante. Secondo altre teorie, invece, la "coda" non sarebbe altro che la proboscide dell'elefante, o addirittura il suo pene. Infine, alcuni esponenti del Creazionismo della Terra giovane vedono nella descrizione del behemoth quella di un dinosauro sauropode, e prendono l'intero brano in cui si parla di lui come la conferma della teoria secondo la quale uomini e dinosauri avrebbero convissuto.

## Influenza culturale

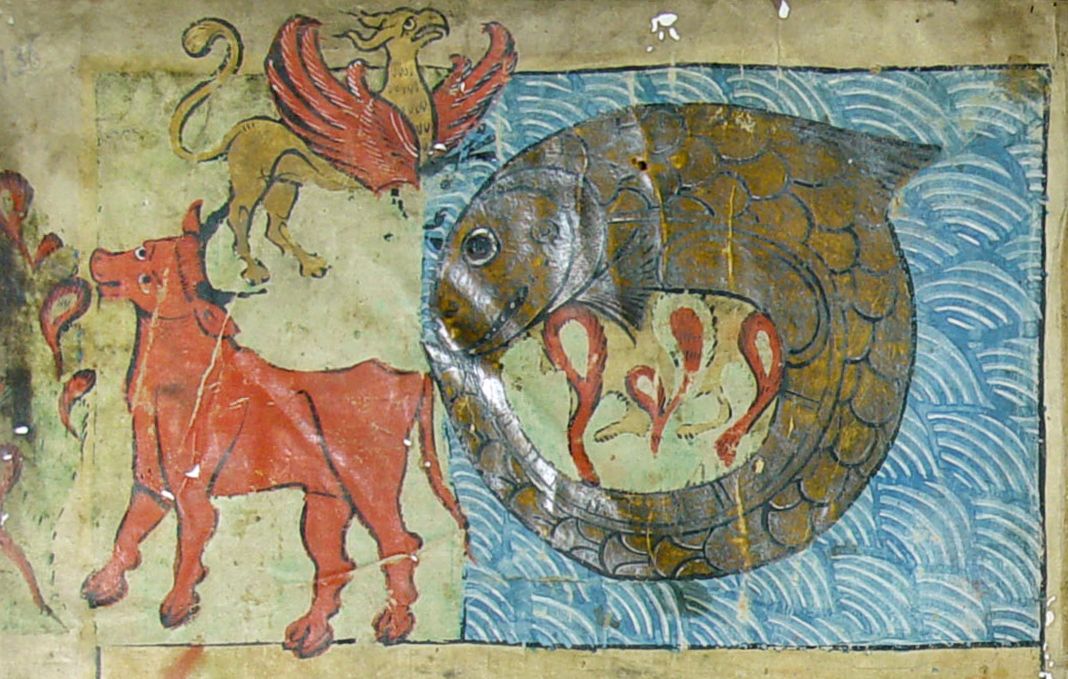
Il Behemoth insieme al Leviatano e allo Ziz

### Nelle arti visive
Oltre che in numerosi codici ebraici, il behemoth appare in svariate opere grafiche. Si può ricordare il Book of Job (1825) di William Blake, il Dictionnaire infernal (1863) di Collin de Plancy, il Necronomicon (1975) di Hans Ruedi Giger. Questo essere ha ispirato anche un film del filone catastrofico, Il drago degli abissi (Behemoth the Sea Monster, GB-USA 1959), diretto da Douglas Hickox ed Eugène Lourié, scritto da quest'ultimo con Daniel James.

### Letteratura
- Behemoth è un'opera scritta in età avanzata dal filosofo Hobbes sulla guerra civile inglese.
- Behemoth è un romanzo steampunk scritto da Scott Westerfeld.
- Behemoth è il gatto del professor Woland (Satana) nel romanzo Il maestro e Margherita di Michail Bulgakov.
- Behemoth. Struttura e pratica del nazionalsocialismo è un'opera di Franz Neumann che utilizza il Behemoth come metafora per descrivere il nazismo, incarnazione del non-Stato per eccellenza, del caos, dell'anarchia, dell'illegalità.
- Behemoth è uno dei nomi assegnati alla nave generazionale nella serie di romanzi The Expanse di James S. A. Corey.
- Behemoth è il nome con cui viene identificato l'enorme essere vermiforme nel romanzo I Vermi Conquistatori di Brian Keene.

### Musica
- I Behemoth sono una band death/black metal polacca, nata nei primi anni novanta dal frontman (voce e chitarra) Adam "Nergal" Darski.
- Behemoth è la traccia no.1 dell'album God's Balls, il primo della band grunge di Seattle, TAD, uscito nel 1989 su Sub Pop Records.

### Fumetti
- Behemoth è il più possente Arm Slave nella serie di light novel, manga e anime di Full Metal Panic!.
- Behemoth è l'animale del demone Amaimon nel manga e anime Blue Exorcist.
- Behemoth è citato nell'albo numero 6 La bellezza del Demonio di Dylan Dog.
- Behemoth è il nome di una delle squadre di storm riders nel manga e anime Air Gear.

### Videogiochi
- Behemoth è uno dei miniboss presenti ai Confini del Mondo in  Kingdom Hearts.
- Behemoth è una forte unità della via pagana pura, giocabile in  Warrior Kings e Warrior Kings: Battles.
- Behemoth è uno dei mostri sparsi per il mondo della saga di Final Fantasy.
- Il Pokémon leggendario Groudon, mascotte dei videogiochi Pokémon Rubino e Pokémon Rubino Omega del famoso marchio Nintendo, si basa sulla leggenda del Behemoth.
- Il supermutante behemoth è una particolare tipologia di supermutante presente in Fallout 3 e Fallout 4.
- In Battlefield 1 i Behemoth sono veicoli di enormi dimensioni (dirigibile, treno corazzato e nave corazzata) che possono cambiare le sorti di uno scontro. Vengono schierate in supporto alla squadra in netto svantaggio durante la partita.
- In Horizon Zero Dawn, il Colosso (nell'originale Behemoth) è il nome di una delle macchine che il giocatore può trovarsi ad affrontare.
- Behemoth è una parte del nome di un dungeon del gioco Elsword.[11]
- L'ACS Behemoth è una nave da guerra Aeropan nel videogioco Jak and Daxter: Una sfida senza confini[12].
- Behemoth è uno dei World Boss di Guild Wars 2.
- Behemoth è il nome che il gioco Dauntless dà ai propri mostri.
- Behemoth dà il nome a un livello di The Old City: Leviathan, in cui appare nella forma di un enorme minotauro dormiente.
- Behemoth è un'unità mitica che si può utilizzare in Age of Mythology: The Titans.
- Behemoth compare come uno dei mostri degli abissi in Hungry Shark Evolution della Ubisoft e scaricabile per dispositivi mobili da store Android, IOS e Windows Phone.
- In "Dark Seed II" Behemoth è un nemico nel gioco.

### Altri riferimenti
- Behemoth dà il nome a molte carte di Yu-Gi-Oh , un esempio è Behemoth bifronte o Behemoth re degli animali

### Film
- Nel film Hellboy, il nome del demone che aiuta Rasputin a sopravvivere mentre serve gli Ogdru Jahad è per l'appunto Behemoth, anche se esso appare con un aspetto simile a un mostruoso polpo Lovecraftiano quando fuoriesce a combattere il protagonista dopo il fallimento di Rasputin.
- Nel film Godzilla II - King of the Monsters, appare un kaijū di nome Titanus Behemoth, una creatura con l'aspetto da Megaterio con le zanne da Mammut lanoso.